# Огбомошо
Огбомо́шо (англ. Ogbomosho)— город в штате Ойо, на юго-западе Нигерии. Через город проходит трасса А1.
Город был основан в середине XVII века. Огбомошо оставался крепостью империи Ойо, пока его не захватили в начале XIX века мусульманские правители. Город не только смог пережить нашествие — сюда стекались множество беженцев, спасавшихся от войны; вскоре Огбомошо стал одним из крупнейших городов народа йоруба.
Согласно переписи 1991 года, население города составляло 645 тыс. чел., в 2003 году (по оценке) — 741 тыс., в 2005 — около 1 млн 200 тыс. чел.

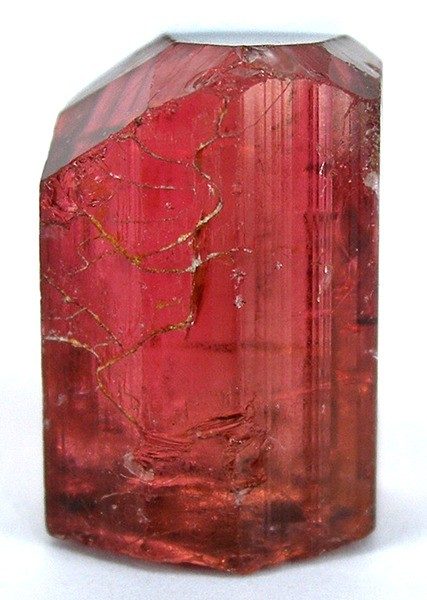
Турмалин из Огбомошо

Город является торговым центром сельскохозяйственного района, в котором выращиваются кукуруза, маниок, ямс, какао-бобы, масличная пальма, хлопчатник, орех кола; также население занимается разведением домашнего скота. В городе существует кустарное производство тканей. Табачная, обувная, пищевая и резинотехническая промышленность. Рядом с городом ведётся добыча минералов и драгоценных камней. В городе есть огромная мечеть, остатки крепостных стен XVII века.
Большинство населения составляют представители народа йоруба.

## Образование
В Огбомошо есть три учебных заведения, присуждающих учёную степень. Технологический университет Ладока Акинтолы (LAUTECH) назван в честь легендарного сына Огбомошо и бывшего премьер-министра Западной Нигерии Ладока Акинтолы. LAUTECH занимает первое место среди нигерийских университетов второго поколения. Он присуждает степени в области науки, техники, технологий и медицины.